# Рейд на Скарборо, Гартлпул і Вітбі
Рейд на Скарборо, Гартлпул і Вітбі (англ. Raid on Scarborough, Hartlepool and Whitby, нім. Raid auf Scarborough, Hartlepool und Whitby) — рейдова операція німецького імперського флоту з нападу на британські порти Скарборо, Гартлпул, Вест-Гартлпул і Вітбі. Бомбардування німецькою корабельною артилерією призвело до сотень жертв серед цивільного населення та викликало громадське обурення у Великій Британії проти німецького флоту за рейд і Королівського флоту за неспроможність запобігти цьому акту варварства.

## Історія

### Передумови
Німецький флот відкритого моря шукав можливості ізолювати невеликі частини Великого флоту британців, щоб відрізати, захопити в пастку та знищити. Рейд на Ярмут дав небагато результатів, але продемонстрував потенціал для швидкого рейду у британські води. 16 листопада контрадмірал Франц фон Гіппер, командувач німецької ескадри лінійних крейсерів, переконав свого начальника, адмірала Фрідріха фон Інгеноля, попросити у кайзера дозволу на проведення ще одного рейду. Підводний човен U-17 був відправлений для розвідки берегової оборони поблизу Скарборо і Гартлпула. Капітан повідомив про слабку берегову оборону, відсутність мін у радіусі 10 миль від берега та постійний рух суден противника.
Також вважалося, що два британські лінійні крейсери — швидкісні кораблі, відправлені першими для розслідування будь-якої атаки — були відправлені до Південної Америки та брали участь у битві за Фолклендські острови. Гіппер командував лінійними крейсерами «Зейдліц», «Фон дер Танн», «Мольтке» і «Дерффлінгер», броненосним крейсером «Блюхер», легкими крейсерами «Стасбург», «Грауденц», «Кольберг» і «Штральзунд» і 18 міноносцями. Інгеноль вивів 85 кораблів Флоту відкритого моря на позицію на схід від Доггер-банку, де вони могли допомогти, якщо кораблі Гіппера піддадуться нападу з боку більших сил противника, але все ще будуть поблизу Німеччини з міркувань безпеки, згідно з постійними наказами кайзера.
Флот відкритого моря чисельно поступався британському Великому флоту і всіляко уникав зіткнення головних сил флоту. Великий Флот повинен був змушений безперервно патрулювати, тоді як кораблі кайзерівського Флоту відкритого моря могли спокійно залишатися в порту; німецький флот міг вибирати, коли зосередити свої кораблі, а британський завжди був би розпорошений. Через кілька місяців після оголошення війни в серпні 1914 року знос британських кораблів досяг точки, коли ремонт не можна було відкладати, і кілька кораблів було виведено з Великого флоту. Три лінійні крейсери було відправлено до Південної Америки, а новенький супер-дредноут «Одейшес» загинув на міні; «Тандерер», ще один супер-дредноут, проходив ремонт. Німецькі кораблі використовували три основні коди, за якими їхнім кораблям видавали кодові книги; копії були отримані Антантою із затонулих або захоплених суден, про що німці не знали. Британські дешифрувальники кімнати 40 в Адміралтействі могли прочитати німецькі повідомлення протягом кількох годин після їх отримання. Увечері 14 грудня було зібрано достатньо інформації, щоб знати, що німецька ескадра лінійних крейсерів незабаром вийде з бази, але не припускала, що весь Флот відкритого моря може бути залучений.
Адміралу Джону Джелліко, який командував Великим флотом, було наказано відправити 1-шу ескадру лінійних крейсерів (віцеадмірал Девід Бітті) з «Лайон», «Квін Мері», «Тайгер» і «Нью Зіланд» разом із 2-ю бойовою ескадрою (віцеадмірал Джордж Воррендер), до складу якого входять сучасні дредноути «Кінг Джордж V», «Аякс», «Центуріон», «Орайон», «Монарх» і «Конкерор», з 1-ю ескадрою легких крейсерів (комодор Вільям Гуденаф), що командував «Саутгемптон», «Бірмінгем», «Фалмут» і «Нотінгем». Комодору Реджинальду Тайрвітту було наказано вийти в море зі своїми легкими крейсерами «Аврора» і «Андонтед» і 42 есмінцями. Комодору Роджеру Кізу було наказано відправити вісім підводних човнів і два його командні есмінці, «Ларчер» і «Файрдрейк», зайняти станцію біля острова Терсхеллінг, щоб перехопити німецькі кораблі, якщо вони повернуть на захід до Ла-Маншу. Джелліко запротестував, що, хоча таких сил має бути достатньо для боротьби з Гіппером, вони не зможуть зрівнятися з Флотом відкритого моря. 3-тя крейсерська ескадра (контрадмірал Вільям Пакенхем) з Росайта з броненосними крейсерами «Девоншир», «Антрім», «Аргайл» і «Роксбург» були додані до угруповання сил. Джелліко вибрав точку рандеву цього флоту в 22 морських милях на південний схід від Доггер-банкі. Намір полягав у тому, щоб дозволити рейду відбутися, а потім влаштувати засідку на німецькі кораблі, коли вони повертатимуться.

### Рейд
О 03:00 15 грудня флот адмірала Гіппера залишив бухту Яде. Протягом наступної ночі S33, один із супроводжувальних есмінців, відокремився та порушив бездротову тишу, щоб запитати напрямок. Це ризикувало видати присутність кораблів, і есмінцю було наказано мовчати. Все ще заблукавши, він попрямував до дому, але по дорозі помітив чотири британські есмінці, про що повідомив по радіо. Німці також перехопили радіообмін між британськими кораблями, що викликало занепокоєння, що британці могли про щось знати, вважаючи що це стало наслідком шпигунства траулерів, які були виявлені протягом дня. О 06:35 16 грудня есмінцям і трьом легким крейсерам було наказано повернутися до Німеччини. «Кольберг» залишився, оскільки мав закласти 100 мін.
Кораблі, що залишилися, розділилися, «Зейдліц», «Блюхер» і «Мольтке» рушили до Гартлпула, а «Дерфлінгер», «Фон дер Танн» і «Кольберг» підійшли до Скарборо. О 08:15 «Кольберг» почав установку мін біля Фламборо-Гед на лінії, яка простягалася на 8,7 морських миль у море. О 08:00 «Дерфлінгер» і «Фон дер Танн» почали обстріл міста. Постраждали замок Скарборо, відомий Гранд-готель, три церкви та інші об'єкти. Цивільне населення скупчилося на вокзалі та на дорогах, що вели з міста. О 09:30 два лінійних крейсери припинили вогонь і вирушили до сусіднього Вітбі, де була обстріляна станція берегової охорони, випадково абатство Вітбі та інші будівлі в місті.
Гартлпул був більш важливою ціллю, ніж курортне місто Скарборо. Порт мав великі доки та фабрики і був захищений трьома 6-дюймовими морськими гарматами, розташованими на берегу моря. О 04:30 артилерійська обслуга була попереджена про можливість атаки та підготувалася до вогню. О 07:46 вони отримали повідомлення про те, що були помічені великі кораблі, а о 08:10 почалося бомбардування міста. Постійні морські патрулі в цьому районі не були попереджені, і погана погода безпосередньо перед нальотом означала, що лише чотири есмінці патрулювали, а два легких крейсери та підводний човен залишалися в гавані Гартлпул. Есмінці «Дун», «Тест», «Вейвені» і «Мой» патрулювали, коли о 07:45 «Дун» побачив три великі кораблі, що наближалися, і незабаром після цього відкрили вогонь. Єдина зброя, яку несли есмінці, здатна пошкодити великі кораблі противника, — це торпеди. Оскільки кораблі були поза зоною досяжності торпед, есмінці відвернули, за винятком «Дун», який наблизився до 5000 ярдів (4,6 км), випустив одну торпеду, яка промахнулася й також відступив.
Берегові батареї були збентежені кораблями, що наближалися, поки не почали падати снаряди. Німецькі кораблі були на такій малій відстані, що запали снарядів не встигали спрацювати, і багато з них не вибухнули або рикошетом відлітали назад у місто, тому що вони рухалися горизонтально, а не занурювалися. Дві берегові гармати вели вогонь по головному кораблю, а третя — по останньому, меншому. Артилеристам заважала хмара диму та пилу навколо них, що погіршувало видимість. Вони виявили, що їхні снаряди не пробивають броньовані борти кораблів, тому натомість цілилися в щогли та такелаж. Точність третьої гармати була достатньою, щоб змусити «Блюхера» відійти за маяк, щоб запобігти подальшим влученням. Дві з його 150-мм (5,9 дюймів) гармат були виведені з ладу; міст і 210-мм (8,3 дюйма) гармата були пошкоджені.
Кептен Алан Брюс з розвідувального крейсера «Патрол» спробував вийти в море, але в корабель влучили два німецькі 210-мм снаряди, що змусило Брюса викинути корабель на беріг. Другий розвідувальний крейсер «Форвард» не мав пари в котлах і не міг рухатися. Підводний човен C9 прямував за «Патрол» у море, але був змушений пірнути, коли навколо нього почали падати снаряди, і о 08:50 німецькі кораблі відійшли. Кораблі вже відпливли, коли «Патрол» вийшов із гавані.

### Зіткнення з Флотом відкритого моря
Лінійні кораблі та крейсери під командуванням Воррендера вирушили зі Скапа-Флоу о 05:30 15 грудня. Погана погода означала, що він не міг взяти з собою есмінці, але Бітті взяв із собою сім, коли він вирушив із Кромарті о 06:00 разом із ескадрою лінійних крейсерів. Обидва угруповання зустрілися об 11:00 поблизу Морі-Ферт. 16 грудня о 05:15 есмінець «Линкс» помітив ворожий корабель (есмінець V155). Ескадра есмінців вирушила на розвідку і почалася битва з німецькими есмінцями та крейсерами; «Линкс» був уражений, зазнавши пошкодження гвинта. «Емб'юскейд» набрав воду і був змушений повернути. «Гарді» потрапив під сильний вогонь з крейсера «Гамбург», зазнав серйозних пошкоджень і загорівся, але зумів випустити торпеду. Звістка про торпедну атаку була передана Інгенолю, чиї віддалені есмінці брали участь у боях. Змагання було перервано через пару годин у темряві, але о 06:03 наступного ранку один із чотирьох есмінців, які все ще могли боротися, «Шарк», знову вступив у контакт із п'ятьма есмінцями противника, і британські есмінці атакували. Німецькі кораблі відступили, доповівши Інгенолю про інший контакт з ворожими силами.
Інгеноль вже перевищив свої постійні накази кайзера, залучивши до операції основний німецький флот, не повідомивши про це рішення кайзера. О 05:30, пам'ятаючи про наказ не наражати флот на небезпеку та побоюючись, що він зіткнувся з авангардом британського Великого флоту, він повернув назад до Німеччини. Якби він продовжив, він би незабаром вступив у бій з чотирма британськими лінійними крейсерами та шістьма лінійними кораблями своєю набагато більшою силою, яка включала 22 лінійні кораблі. Це була можливість, яку шукала німецьке військово-морське командування, щоб зрівняти шанси; десять британських головних кораблів були б перевершені чисельністю та озброєнням; їхня втрата поклала б край британській чисельній перевазі. Пізніше Черчилль відстоював ситуацію, стверджуючи, що британські кораблі були швидшими за німецькі і могли розвернутися і втекти. Інші, такі як Джелліко, вважали, що існував ризик того, що такий адмірал, як Бітті, наполіг би на вступі в бій з ворогом після встановлення контакту. Адмірал Альфред фон Тірпіц прокоментував «Інгеноль тримав долю Німеччини у своїх руках».
О 06:50 «Шарк» та есмінці помітили крейсер «Рун» у супроводі есмінця. Капітан Лофтус Джонс повідомив про це о 07:25, сигнал отримав Воррендер, а також «Нью-Зіланд» в ескадрі Бітті, але інформація не була передана Бітті. О 07:40 Джонс, намагаючись наблизитися до «Руна», щоб обстріляти його торпедами, виявив, що він їде у супроводі двох інших крейсерів, і був змушений відступити на повній швидкості. Німецькі кораблі поринули в погоню, але не встигли і незабаром повернулися до свого флоту. Воррендер змінив курс на позицію, надану «Шарком», очікуючи, що Бітті зробить те саме. О 07:36 він спробував підтвердити, що Бітті змінив курс, але не отримав відповіді. О 07:55 йому вдалося встановити контакт і Бітті послав «Нью-Зіланд», свій найближчий корабель, за яким йшли три легкі крейсери, розташовані на відстані 1,7 морських миль, щоб максимізувати їхні шанси виявити ворога, а за ними — решта лінійних крейсерів. О 08:42 Воррендер і Бітті перехопили повідомлення від «Патрол» у Скарборо про те, що він піддався атаці двох німецьких лінійних крейсерів. Погоня за Руном, яка могла призвести до зіткнення з основними силами кайзерівського флоту була припинена, і британська ескадра повернула на північ, щоб перехопити Гіппера.
О 09:30 16 грудня кораблі Гіппера об'єдналися та попрямували до дому на максимальній швидкості. Запитавши, де знаходиться Флот відкритого моря, він виявив, що той повернувся додому і що його міноносці помітили британські кораблі. Джелліко було запропоновано рухатися на південь разом із Великим флотом, який чекав у Скапа-Флоу. Тайрвітту було наказано приєднатися до Воррендера з його флотилією есмінців, але погана погода завадила цьому. Замість цього він приєднався до погоні зі своїми чотирма легкими крейсерами. Підводні човни Кіза повинні були рухатися в Гельголандську бухту, щоб перехопити кораблі противника, що поверталися до Німеччини. Воррендер і Бітті трималися окремо, щоб уникнути мілководдя над Доггер-Бенком і відрізати різні маршрути, якими Гіппер міг піти, щоб уникнути мінних полів біля узбережжя Йоркшира. Легкі крейсери Бітті увійшли в заміновані канали для пошуку.
Об 11:25 легкий крейсер «Саутгемптон» побачив попереду німецькі кораблі. Погода спочатку була ясною з хорошою видимістю, але знову погіршилася. «Саутгемптон» доповів, що він вступає в бій з німецьким крейсером у супроводі ескадрених міноносців, і «Бірмінгем» вирушив на допомогу. Гудинаф помітив ще два крейсери, «Страсбург» і «Грауденц», але не повідомив про них. Два британські легкі крейсери, що залишилися, пішли на допомогу, але Бітті, не отримавши інформації про більшу силу, відкликав один із них назад. Через плутану сигналізацію перший крейсер неправильно зрозумів повідомлення, передане прожектором, транслював його іншим, усі чотири роз'єдналися та повернулися до Бітті. Якби Бітті оцінив кількість німецьких кораблів, цілком ймовірно, що він би продовжив рух вперед усіма своїми кораблями, замість того, щоб відкликати один крейсер для прикриття власних лінійних кораблів.
О 12:15 німецькі крейсери та міноносці вийшли з південного краю мінного поля й побачили попереду лінкори. «Штральзунд» блимнув сигналом розпізнавання, який був переданий йому незадовго до цього, коли він зіткнувся з «Саутгемптоном», вигравши трохи часу. Через дощ видимість була поганою, і не всі британські лінкори помітили ворога. Капітан «Орайона», Фредерік Дрейер, наставив свої гармати на «Штральзунд» і попросив дозволу на відкриття вогню свого начальника, контрадмірала сера Роберта Арбутнота, який відмовив, доки Воррендер не дав дозволу. Воррендер також побачив кораблі і наказав Пакенгему кинутися в погоню з чотирма броненосними крейсерами, але вони були надто повільними і німці знову зникли в тумані.
Бітті отримав звістку про те, що Воррендер помітив кораблі, і припустив, що лінійні крейсери будуть слідувати за легкими кораблями. Він залишив північний вихід із мінного поля й рушив на схід, а потім на південь, намагаючись вишукувати свої кораблі так, щоб наздогнати німецькі лінійні крейсери, якщо вони прослизнуть повз повільніші британські лінійні кораблі. Гіппер спочатку намагався наздогнати свої крейсери та прийти їм на допомогу, але коли вони повідомили про присутність британських лінійних кораблів на півдні та про те, що вони проскочили повз, він повернув на північ, щоб уникнути їх. Воррендер, зрозумівши, що в його напрямку не з'явилося жодного лінійного крейсера, рушив на північ, але нічого не побачив. «Кольберг», пошкоджений під час рейду, відстав від інших, бачив дим зі своїх кораблів, але його не бачили; Гіппер втік. Із запізненням Адміралтейство перехопило сигнали Флоту відкритого моря в Гельголанді, коли той повернувся на бази, і тепер попередило британські кораблі, що німецький флот виходить. Джелліко з Великим флотом продовжив пошуки 17 грудня, щоб вступити в бой з Флотом відкритого моря, але той вже перебував у безпеці в гавані. Підводні човни Кіза були відправлені для пошуку німецьких кораблів, що поверталися, і також зазнали невдачі, хоча E11 випустив одну торпеду по «Позен», яка промахнулася. Адміралтейство наказало Кізу взяти два свої есмінці та спробувати торпедувати Гіппера, коли він повернувся додому близько 02:00. Кіз подумав над цим і хотів спробувати, але повідомлення було відкладено й не дійшло до нього, поки не стало надто пізно.

## Наслідки
Німецький рейд викликав великий скандал у Британії, став протестом проти Німеччини за її напад на цивільне населення та проти Королівського флоту за неспроможність запобігти цьому. Напад став частиною британської пропагандистської кампанії. Напис «Пам'ятайте Скарборо» використовувався на плакатах з призовом до армії, а редакційні статті в нейтральній Америці засуджували це; «це не війна, це вбивство». Спочатку провину за відрив легких крейсерів від німецьких кораблів поклали на командира Гуденафа, але це суперечило його записам. Зрештою Блейм зупинився на заплутаних сигналах, розроблених капітаном-лейтенантом Ральфом Сеймуром, який залишився флагманом Бітті, зробивши подібні коштовні помилки в битві при Доггер-банці та в Ютландській битві. Було оприлюднено наказ капітанам повторно перевіряти будь-які накази про відхід, якщо вони знаходяться у вигідній позиції.